# لانسانا كونتي
لإنسانا كونتي (بالفرنسية: Lansana Conté)‏ (1934 - 22 ديسمبر 2008) كان رئيساً لغينيا منذ عام 1984 إلى غاية وفاته.

## بداية حياته
ينتمي كونتي إلى جذور سوسو وهو مسلم الديانة، ولد في موساياه لومبايا التابعة لدوبريكا بالقرب من العاصمة الغينية كوناكري. بعد دراسته في المدرسة في غينيا دخل المدراس العسكرية في بينغرفيل بساحل العاج، وسانت لويس في السنغال.

## العسكرية والعمل بالحكومة
في عام 1955 انضم كونتي إلى الجيش الفرنسي. ذهب بعدها عام 1957 إلى الجزائر خلال الحرب. بعد استقلال غينيا في 2 أكتوبر 1958 انضم إلى الجيش الغيني الجديد ومُنح رتبة رقيب بالجيش. وفي عام 1962 انضم لمدرسة الضباط في كوناكري، فانتقل بعد ذلك إلى مركز تدريب كتيبة المدفعية الثانية في مدينة كنديا. فرقيّ إلى ملازم ثاني بتاريخ 1 يوليو 1963. وتبعتها بسنتين ترقية ثانية إلى ملازم. بتاريخ 22 نوفمبر 1970 تعرض البلد لهجوم مجموعة من المنفيين الغينيين القادمين من غينيا البرتغالية (غينيا بيساو حاليا) في محاولة لقلب نظام حكم الرئيس أحمد سيكو توري. وانضم كونتي للقوات الحكومية المدافعة عن العاصمة التي ما لبثت حتى هزمت الغزاة وطردتهم. وبسبب تلك الخدمات الجليلة رُقي إلى رتبة نقيب في فبراير 1971. وعُيّن قائدًا لمنطقة عمليات بوكي (شمال غرب البلاد) لمساعدة حركات الثوار من مؤيدي الاستقلال في غينيا بيساو. ثم عُيّن في منصب نائب رئيس أركان الجيش بتاريخ 10 مايو 1975. وفي عام 1977 ترأس الوفد الغيني خلال المباحثات لحل المشاكل الحدودية مع غينيا بيساو، ثم انتخب للمجلس النيابي عام 1980، وفي نفس العام شارك مع الحزب الديمقراطي الغيني الحاكم خلال رحلة الحج إلى مكة.

## الرئاسة

### الانقلاب والحكم العسكري 1984
توفي الرئيس الغيني أحمد سيكو توري في 26 مارس 1984، والذي حكم البلاد منذ الاستقلال، فتولّى الأمر من بعده رئيس الوزراء لويس لإنسانا بيفوجو كرئيس مؤقت للبلاد حتى يوم 3 أبريل من نفس العام، حيث قاد كونتي انقلابا عسكريا أطاح بالحكومة المؤقتة.
ندّد كونتي بانتهاكات حقوق الإنسان في نظام سيكوتوري، وأطلق سراح 250 معتقل سياسي. وساعد على عودة ما يقارب 200,000 غيني من المنفى. وقد عُلق الدستور مباشرة بعد استيلائه على السلطة وتوقف النشاط السياسي بالبلد وكذلك المجلس النيابي، الذي استبدل بالمجلس العسكري للإنقاذ الوطني برئاسته، ثم أُعلن رئيسًا للجمهورية بتاريخ 5 أبريل.
بتاريخ 4 يوليو من عام 1985 حاول رئيس الوزراء السابق ديارا تراوري (وهو جنرال بالجيش وساهم بالانقلاب مع كونتي واستلم رئاسة الوزارة لمدة بسيطة) الاستيلاء على السلطة عندما كان كونتي موجودا بلومي عاصمة توغو لحضور اجتماع لمنظمة دول غرب أفريقيا الاقتصادية. ولكن القوات الموالية لكونتي استطاعت استرجاع زمام الأمر بسهولة، حيث أُعدم مئة من الشخصيات العسكرية بمن فيهم تراوري بسبب تورطهم بالمحاولة الانقلابية الفاشلة. وفي 3 أبريل من عام 1990 رُقّي كونتي إلى منصب جنرال.

### التحول السياسي والاقتصادي
واجهت إصلاحات كونتي الأقتصادية، ومن ضمنها تخفيض قيمة العملة وتقليل النفقات الحكومية الموافقة من صندوق النقد الدولي، وتعديل مساره مع الدول الغربية شجٌع على استثمارات تلك الدول بالبلد.
وقد شرع كونتي بالتسعينات من القرن الماضي بانتقال الحكم إلى النظام المدني في غينيا وتعدد الأحزاب. وتم الإتفاق على دستور جديد بالاستفتاء العام بتاريخ 23 ديسمبر 1990. واستبدل المجلس العسكري للإنقاذ الوطني الذي حلٌ في 16 يناير 1991، بالمجلس الانتقالي للإنقاذ الوطني ويتألف من أعضاء مدنيين بالإضافة للضباط العسكر، وأضحت الأحزاب قانونية في عام 1992 للتجهيز للانتخابات القادمة.

### الحكم المدني
تم عمل أول انتخابات رئاسية متعددة الأحزاب منذ الاستقلال في 19 ديسمبر 1993. وفاز كونتي مرشح حزب الوحدة والتقدم (Party of Unity and Progress (PUP بنسبة 51.7% من الأصوات، وفاز الثاني ب19.6% من الأصوات. ووصفت المعارضة الانتخابات بالمزورة، وخاصة بعد أن ألغت المحكمة العليا الكثير من الأصوات بولايتين حيث معقل المعارضة وتلقت فيها معظم الأصوات.
نجت حكومة كونتي بصعوبة بعد محاولة انقلابية فاشلة في 2 فبراير 1996، نتيجة تمرد الجند من التأخر بدفع الرواتب، وقِتل عدة عشرات من المدنيين وتعرض القصر الرئاسي لأضرار واضحة للعيان.
ثم جرت الانتخابات الرئاسية متعددة الأحزاب في 14 ديسمبر 1998، وفاز كونتي بفترة رئاسة أخرى مدتها 5 سنوات بنسبة 56.1% من الأصوات. بالرغم من التحسن الذي جرى عن انتخابات 1993 المضطربة، إلا أنها اعتبرت معيبة من جانب أحزاب المعارضة والمراقبين.
استفتاء نوفمبر 2001 والذي حدد فترات الرئاسة ولكنها مددت الفترة الواحدة من 5 إلى 7 سنوات، وحصل على نسبة تأييد 98.4% من الأصوات. ولكن النتيجة رفضتها أحزاب المعارضة والتي قالت بأنها مزورة. ثم فاز بالانتخابات الرئاسية الثالثة والتي جرت في 21 ديسمبر 2003 بنسبة أصوات 95.3% وقد قاطعها مرشح المعارضة معبِرا عن قناعته بأن كونتي لن يسمح بانتخابات نزيهة. وقد أدّى اليمين الدستورية في 19 يناير 2004 وتعهد في تلك المناسبة بمكافحة الفساد. ثم بدأت حالة كونتي تتدهور صحيا، واشتكى من السكر والقلب، وشكك الكثيرون من مقدرته على استمراره بالنجاة وإكماله الفترة الرئاسية كاملة.
تعرض موكبه لإطلاق نار في 19 يناير 2005 بمدينة كوناكري وهو ما يدل على على محاولة اغتيال فاشلة، وقد جُرح أحد الحراس. وقد ظهر كونتي الذي لم يصب بأذى بتلك الليلة بالراديو والتلفزيون ليقول بأنه نجا لأن الله لم يجعل مصيره أن يموت بتلك الليلة، وقد ألمح بتهديدات الذين لا يريدون أن يروا التنمية بغينيا وهؤلاء الذين يتلقون التعليمات من الخارج. وتعهد بعدم التساهل مع أحد. وقد ظهر باليوم التالي بمكان عام للصلاة.
وفي أبريل 2006 سافر للمغرب للعلاج. وقد ظنَّ أغلب الناس بأنه لن يعود أبدا، ولكنه عاد. واندلعت مظاهرات كوناكري في مايو 2006 بسبب غلاء أسعار الخبز والوقود والتي تسببت بموت أكثر من 20 شخصا بعد القمع الوحشي لقوات الأمن تجاه المتظاهرين العُزَّل. وفي أغسطس 2006 سافر مرة أخرى لسويسرا للعلاج، ولم ترحب به الجماهير تلك المرة عند عودته للوطن. وقد اتهمت زوجته بإساءة استغلال السلطة بالاستفادة من العجز البدني والعقلي لزوجها الرئيس لتعاطي السلطة.
وفي أغسطس نشرت مراقبة حقوق الإنسان تقريرها ب 30 صفحة يتعرض فيه لإساءة حقوق الإنسان بجمهورية غينيا، خاصة بعد فراغ السلطة الناشئة من مرض الرئيس الحالي، وعبّرت عن قلقها بمستقبل البلد. وقد قال الرئيس كونتي في مقابلة صحفية في أكتوبر 2006 بأنه ينوي البقاء حتى 2010 وهي نهاية فترة حكمه السبع سنوات. وقال بأنه سيبحث عن البديل الذي يحب الوطن ويدافع عنه ضد الأعداء.
نشرت منظمة الشفافية تقريرها عن مؤشر الفساد السنوي أشارت فيه بأن غينيا تحت حكم كونتي تعتبر ثاني أكثر الدول فسادا بالعالم (وذلك بعد هاييتي)، وقد أثار ذلك قلق الشركات الأجنبية التي تنوي الاستثمار في غينيا، مثال على ذلك: لاستغلال احتياطيات البوكسيت المنتشرة، فإنهم لا يمكنهم من العمل هناك ما لم يدفعوا رشوات ضخمة لأصحاب المناصب العليا بالبلد.
وفي يناير 2007 بدأ الإضراب الشامل في غينيا احتجاجا على استمرار كونتي بالحكم، واستمر لفترة إسبوعين طاف خلالها مئات الألوف من المتظاهرون الشوارع. وخلال تلك الفترة حاول الحرس الرئاسي قمعها بوحشية وبمساعدة القوى الأمنية الأخرى مما خلّف أكثر من 20 قتيلا، وذكرت تقارير أنه بنهاية الإضراب يوم 27 يناير قتل أكثر من 90 متظاهرا نتيجة المصادمات العنيفة مع الشرطة وجرح أكثر من 300 شخص حسب ما ذكرته مجموعات حقوق الإنسان المحلية. وانتهى الإضراب باتفاق بين كونتي ونقابات العمال بتعيين رئيس وزراء يكون هو رئيس الحكومة، ووافق كونتي أيضا بتخفيض أسعار الخبز والوقود. فعيّن كونتي بتاريخ 9 فبراير يوجين كامارا -وهو وزير الدولة للشؤون الرئاسية منذ يناير- كرئيس للوزراء. وقد رفضتها قوى المعارضة فاندلعت أعمال شغب واسعة النطاق بعد هذا التعيين. وتجدد الإضراب يوم 12 فبراير مما حدا بكونتي إعلان الأحكام العرفية بنفس اليوم. وفي 25 فبراير وافق على مسودة اتفاق لإنهاء الإضراب، وعيّن باليوم التالي من القائمة التي حددتها النقابات ومجتعات السلم المحافظ لإنسانا كوياتي كرئيس للوزراء. فعاد الناس إلى أعمالهم 27 فبراير. وأقسم كوياتي اليمين الدستورية في 1 مارس في احتفال لم يحضره كونتي.
وفي مقابلة لكونتي مع فرانس برس والقناة الخامسة الفرنسية بتاريخ 14 يونيو 2007، أكد بأنه لا يزال بالسلطة (أنا الرئيس والباقي يخضع لحكمي)، رافضاً احتمالية انتقال الحكم، وقال بأن اختيار رئيس الوزراء لم يكن تحت أي ضغط وأنه سعيد بكفاءة كوياتي.
وبتاريخ 5 ديسمبر 2007 نزل مرسوم بإعادة هيكلة الوزارات، وذلك بزيادة صلاحيات الأمين العام للرئاسة على حساب رئيس الوزراء، وفي يناير 2008 طرد كونتي وزير المواصلات والناطق باسم الحكومة (موريل) بدون أن يراجع بذلك كوياتي. مما حدا بكوياتي بأن يطالب بعودة موريل إلى منصبه وأيدته نقابات العمال التي أعلنت عن خطة لبدء إضراب عام غير محدد يبدأ 10 يناير، مطالبة كونتي بتطبيق بنود الاتفاق مع اتحادات العمال وبعودة موريل إلى موقعه. وفي يوم 9 يناير سحبت النقابات دعوتها للإضراب.
وفي خطوة مفاجئة في 20 مايو 2008 استبدل كونتي كوياتي برئيس وزراء جديد وهو أحمد تيديان سواري. وقد خيّب كوياتي الآمال للشعب كرئيس لوزراء ودل بانخفاض لشعبيته عندما فصل عن الحكم لم يكن بالأهمية عند قطاعات عريضة كما عُيّن قبلها بعام. فقد اعتبر أن عزل كوياتي وتعيين سواري المقرب من كونتي، هو تقوية لمركز كونتي بالحكم.

## الوفاة
بالساعات الأولى من 23 ديسمبر من عام 2008 أعلن رئيس الجمعية الوطنية أبو بكر سومباري للتلفزيون الرسمي "يؤسفنا أن نعلن لشعب غينيا وفاة الجنرال كونتي على إثر مرض طويل"وأنه توفي الساعة 6:45 مساء بالتوقيت المحلي يوم 22 ديسمبر. وبدون تحديد سبب الوفاة. وحسب سومباري فإنه عانى جسديا الأمراض منذ سنين لإرضاء غينيا. وقد سافر كونتي عدة مرات للعلاج خلال السنوات التي سبقت وفاته، وقد راجت التكهنات حول مرضه، وخلافا لطريقته المعتادة لم يظهر كونتي بالتلفزيون للتهنئة بعيد الأضحى خلال شهر ديسمبر. وقد أظهرت صحيفة محلية صورا تبين أن كونتي بحالة جسدية متعبة وأنه يجد صعوبة بالوقوف. فتمت معاقبة رئيس التحرير وطلب من الصحيفة إظهار كونتي بأنه بحالة صحية جيدة.
حسب الدستور فإن رئيس الجمعية الوطنية سوف يتولى منصب رئيس الدولة في حالة حدوث الفراغ الدستوري لمنصب الرئيس، وتقوم انتخابات رئاسية خلال 60 يوما. طلب سومباري من رئيس المحكمة العليا بإعلان الفراغ الرئاسي وطلب تطبيق بنود الدستور. وقد وقف رئيس الوزراء سواري وقائد الجيش ديارا كامارا بجوار سومباري خلال الإعلان. وتم إعلان الحداد الوطني 40 يوما حزنا على موت كونتي، وقد بدا سواري هادئا منضبط الأعصاب وطلب من الجيش بحماية الحدود والمحافظة على الهدوء بالبلد «في تحية لذكرى الزعيم الراحل اللامع».
لكن بعد إعلان سومباري حالة الوفاة بست ساعات، قرأ بيان بالتلفزيون معلنا انقلابا عسكريا بالبلد. وقد قرأ البيان النقيب موسى داديس كامارا نيابة عن جماعة تطلق على نفسها اسم المجلس الوطني للديمقراطية، وأعلن عبر الإذاعة الوطنية حلّ الحكومة ووقف العمل بالدستور ووقف الأنشطة السياسية والنقابية بعد ساعات من الإعلان رسميا عن وفاة الرئيس لإنسانا كونتي.

## روابط خارجية
- لانسانا كونتي على موقع مونزينجر (الألمانية)
- لانسانا كونتي على موقع إن إن دي بي (الإنجليزية)